# Santa Barbara Condors
I Santa Barbara Condors sono stati una società di calcio statunitense, con sede a Santa Barbara, California.

## Storia
I Santa Barbara Condors vennero fondati nel 1977 per gareggiare nell'American Soccer League. Nella stagione d'esordio i Condors, sotto la guida di Ron Yeats ottennero il 4º posto nella West Division, non accedendo alla fase finale del torneo.
La squadra non si iscrisse al campionato seguente.

## Allenatori
- 1977  Ron Yeats